# Bejeweled Blitz
Bejeweled Blitz — відеогра- головоломка, спочатку додаток для Facebook, розроблений і опублікований PopCap Games ; з 2011 року Electronic Arts взяла на себе видавництво та розповсюдження після того, як EA придбала PopCap. Через популярність відмінностей від Bejeweled 2 і її нової графіки вона перетворилася на гру, яку можна завантажувати, на основі движка Bejeweled 3, який тоді розроблявся. Як і серія Bejeweled, Bejeweled Blitz базується на ігровій механіці Shariki . Це четверта гра франшизи Bejeweled, яка спочатку була доступна на iOS як частина додатка Bejeweled 2 для iOS, пізніше з окремою програмою для iOS. Потім гра була випущена на пристроях Android.

## Ігровий процес
Мета Bejeweled Blitz — зіставити дорогоцінні камені та множники, щоб отримати якнайвищий бал за одну хвилину. Підключившись до Facebook, гравці можуть змагатися з іншими за високі результати в таблицях лідерів. Гравці можуть використовувати посилення (для яких потрібні монети до редизайну; посилення тепер можна використовувати безкоштовно), щоб отримати бонуси для використання в грі, а також рідкісні дорогоцінні камені, спеціальні бонуси, які можуть змінити ігровий процес (наприклад, вибухові дорогоцінні камені, дорогоцінні камені, які руйнують інші дорогоцінні камені по діагоналі тощо.).
Головний ігровий екран являє собою сітку 8 х 8 дорогоцінних каменів. Гравці утворюють ряди по три, міняючи дорогоцінні камені сусідніми дорогоцінними каменями. Коли встановлено збіг, відповідні дорогоцінні камені зникають, а інші дорогоцінні камені падають на дошку зверху. Спеціальні дорогоцінні камені можна створити, склавши чотири або більше сірників. Гравці отримають базову вартість 250 очок за кожен матч, і якщо гравці достатньо швидко зіставлять дорогоцінні камені три рази, вони отримають бонус швидкості, який додає бонус до бази, починаючи з 200 і продовжуючи до 1000 для дев’яти швидкостей сірники, що розблокує лічильник запалювання. Якщо вони достатньо швидкі та коли лічильник заповнений, тоді з’явиться спеціальна здатність, відома як Палача швидкість. Під час Blazing Speed ігрове поле горіло, а кожен зроблений матч вибухав і знищував навколишні дорогоцінні камені (подібно до самоцвіту Flame). Якщо множник збігається з двома іншими дорогоцінними каменями, то значення балів буде збільшуватися в ході гри, починаючи з 2x. Через одну хвилину гравці отримували бонус наприкінці гри, відомий як «Останнє ура». Коли це станеться, усі спеціальні дорогоцінні камені та множники будуть видалені з дошки. Тоді бонус «Останнє ура» додається до проміжного підсумку гравця, що дає йому загальну суму гри. Залежно від прогресу гравця, він отримає зіркову медаль. Вони отримають 25 000 балів за перше, 50 000 за друге і так далі до 10 000 000 або більше. Є також дорогоцінні монети. Кожного разу, коли монетний камінь збігається, 100 монет буде додано до банку гравця. Крім того, гравець отримає п’ятикратну базову вартість.
На відміну від попередніх ігор серії, Bejeweled Blitz дозволяє гравцеві міняти дорогоцінні камені, поки дорогоцінні камені з попередніх матчів ще падають.
Функції поза звичайним ігровим процесом у версіях для мобільних пристроїв і Facebook включають щоденне обертання, яке дозволяє гравцеві заробляти внутрішньоігрові предмети або валюту, місії та щоденне завдання, яке щодня містить нові завдання.

## Bejeweled Blitz LIVE
Bejeweled Blitz LIVE — це консольний порт Bejeweled Blitz . Гра була розроблена Torpex Games і була випущена як завантажувана гра для Xbox 360 3 березня 2011 року  Він також включений у роздрібну версію Bejeweled 3 для Xbox 360.
Bejeweled Blitz LIVE містить ексклюзивні функції, зокрема офлайн-проти. режим, у якому можуть грати до двох гравців, онлайн VS. режим і режим вечірки, в якому можуть грати до 16 гравців. Однією з унікальних особливостей гри є можливість грати в режимі Twist, який грає подібно до Bejeweled Twist. На відміну від оригінальної гри, дорогоцінні камені можна обертати проти годинникової стрілки.